# Heinz Petry
Heinz Petry (* 31. Dezember 1928 in Euskirchen; † 1. Juni 1945 bei Braunschweig) war ein deutscher Hitlerjunge. Er wurde im Alter von 16 Jahren als Spion erschossen.

## Leben
Heinz Petrys Eltern gehörte eine Gärtnerei in Euskirchen. Sie galten als linientreu gegenüber dem NS-Regime. 1941 wechselte Petry an die Adolf-Hitler-Schule in Schloss Drachenburg bei Königswinter. Ihm wurde für die Ausführung eines Auftrages eine bessere schulische Bewertung in Aussicht gestellt.  In Königswinter  erhielt Petry zusammen mit zwei Mitschülern seines Jahrgangs vom 15. Januar bis zum 5. Februar 1945 eine kurze militärische Ausbildung im Schusswaffengebrauch von Pistole und Gewehr und in der Anwendung von Sprengstoff, um für die Geheimorganisation Werwolf eingesetzt zu werden. Parallel dazu wurde der HJ-Führer Josef Schöner zusammen mit anderen HJ-Führern auch darin unterwiesen. Danach wurden die Jugendlichen an die Burg Zieverich in Bergheim versetzt. Am 21. Februar 1945 wurde Petry mit dem über Ortskenntnisse verfügenden HJ-Führer Josef Schöner (17 Jahre) aus Stolberg, laut eigener Aussage Sohn eines wegen Schwarzhandels Ende 1944 zum Tode verurteilten Stolberger Hoteliers, in das frontnahe Einsatzgebiet zwischen Erkelenz und Geilenkirchen gebracht, um die Truppenstärke der United States Army auszuspionieren. Bereits am 22. Februar 1945 wurden die beiden beim Dorf Birgden von der Ninth United States Army aufgegriffen. Da sie als Zivilpersonen und nicht in Uniform hinter feindlichen Linien operierten, wurden sie als Spione eingestuft. Im Verhör gestand Petry den Spionageauftrag. Sie wurden zunächst in einem Aachener Gefängnis inhaftiert. Nach einer eintägigen Verhandlung vor einem US-Militärgericht der Ninth United States Army wurden sie am 29. März 1945 in einem Kriegsgerichtsverfahren in Mönchengladbach wegen Spionage zum Tod durch Erschießen verurteilt. Die Jury aus Offizieren der Ninth United States Army begründete ihr mit Zweidrittelmehrheit gefasstes Urteil damit, dass sie „dem deutschen Volk“ die Entschlossenheit der US-Amerikaner zeigen sollte, „den Gifthauch des deutschen Militarismus und der Nazi-Ideologie von dem Antlitz der Erde restlos zu tilgen.“
Am 30. Mai 1945 wurde Petry an die Untersuchungshaftanstalt Braunschweig überstellt. Dort wurde ihm am 31. Mai 1945 mitgeteilt, dass sein Gnadengesuch durch General William Hood Simpson abgewiesen wurde, und ihm seine baldige Hinrichtung angekündigt. Er schrieb daraufhin in der Nacht vor seiner Hinrichtung auf drei Briefbögen einen sechsseitigen Abschiedsbrief an seine Eltern und seinen Bruder.

## Hinrichtung
Am 1. Juni 1945 wurde das Urteil in einer bei Braunschweig gelegenen Kiesgrube vollstreckt.  Petry wurde als Erster hingerichtet, danach sein Mittäter Schöner. Insgesamt wurden sechs Spione durch Soldaten der Ninth United States Army per Gewehr exekutiert. Der Letzte war der 19-jährige SS-Mann Hans Becker, der am 5. April 1945 in Daseburg in Zivilkleidung aufgegriffen worden war. Alle Delinquenten wurden nach der Hinrichtung durch Mitarbeiter des Deutschen Roten Kreuzes in bereitstehende Särge gelegt.
Die Hinrichtung fand ein starkes Medienecho in westlichen Massenmedien und stieß wegen des jugendlichen Alters der Exekutierten auf deutliche Kritik von Mitgliedern der britischen Fabian Society.

## Grab
Heinz Petry wurde am 4. Juni 1945 auf dem Braunschweiger Hauptfriedhof bestattet, Josef Schöner auf dem katholischen Friedhof. Am 13. Dezember 1948 erfolgte auf Veranlassung von Heinz Petrys Familie die Exhumierung seines Leichnams und dessen Überführung nach Euskirchen.